# David B. Norman
David Bruce Norman (Reino Unido, 20 de junho de 1952) é um paleontólogo que atua como curador principal de paleontologia de vertebrados no Museu Sedgwick [en], da Universidade de Cambridge. Entre 1991 e 2011, também exerceu o cargo de diretor do museu.

## Vida e carreira
Norman é bolsista do Christ's College, em Cambridge, onde leciona Ciências da Terra no curso de Ciências Naturais. Membro da Palaeontological Association [en], estudou o Iguanodon e contribuiu para os estudos científicos incluídos na segunda edição do livro The Dinosauria (2004). O epíteto da espécie Equijubus normani [en] foi atribuído em sua homenagem.
Em 2017, foi um dos três paleontólogos britânicos que propuseram uma nova hipótese sobre a evolução e as inter-relações dos primeiros dinossauros em um artigo publicado na revista Nature. Nesse estudo, Matthew Grant Baron, Norman e Paul Michael Barrett sugeriram que Ornithischia e Theropoda estavam intimamente relacionados, formando um novo clado denominado Ornithoscelida.
Além de sua atuação na paleontologia, Norman tem grande interesse por rúgbi e atua regularmente como árbitro para a Universidade de Cambridge.

## Trabalhos

### Livros infantis
- The Poster Book of Dinosaurs, 1988. Ilustrações de John Sibbick;[7]
- The Humongous Book of Dinosaurs, 1997;[8]
- The Big Book of Dinosaurs, 2001;[9]
- Dinosaurs Sticker Book, 2010. Ilustrações de Bob Hersey.[10]

### Livros científicos populares
- Spotter's Guide to Dinosaurs & Other Prehistoric Animals, 1980. Ilustrações de Bob Hersey;[11]
- When Dinosaurs Ruled the Earth, 1985. Ilustrações de John Sibbick;[12]
- The Age of Dinosaurs, 1986;[13]
- Dinosaurs!, 1985. Ilustrações de Ruth Thomson e Bob Hersey;[14]
- Dinosaur, 1989. Coautoria de Angela Milner [en];[15]
- Dinosaur!, 1991;[16]
- Prehistoric Life: the rise of the vertebrates, 1994. Ilustrações de John Sibbick;[17]
- The Smithsonian Handbook to Dinosaurs and Other Prehistoric Animals. Co-autoria de Hazel Richardson.[18]

### Livros e pesquisas científicas
- The Illustrated Encyclopedia of Dinosaurs: An Original and Compelling Insight Into Life in the Dinosaur Kingdom, 1985. Ilustrações de John Sibbick;[19]
- Scelidosaurus: The Earliest Complete Dinosaur, 2001;[20]
- Basal Ornithischia, 14º capítulo do livro The Dinosauria. Coautoria de Lawrence M. Witmer e David B. Weishampel;[21]
- Basal Thyreophora, 15º capítulo do livro The Dinosauria. Coautoria de Lawrence M Witmer e David B. Weishampel;[22]
- Basal Ornithopoda, 18º capítulo do livro The Dinosauria. Coautoria de Hans-Dieter Sues, Lawrence M. Witmer, Rodolfo A. Coria;[23]
- Basal Iguanodontia, 18º capítulo do livro The Dinosauria;[24]
- Dinosaurs: A Very Short Introduction;[25]
- The phylogeny of the ornithischian dinosaurs. Coautoria de Richard J. Butler e Paul Upchurch.[26]

## Documentários de TV

### Membro da tripulação, como consultor científico
- Walking with Dinosaurs, BBC, 1999. Aparece como consultor científico para o episódio “Giant of the Skies”, creditado como Dr. David Norman;[27]
- Prehistoric Planet (uma versão de Walking with Dinosaurs e Walking with Beasts [en]), Discovery Channel e NBC, 2002. Aparece como consultor científico do episódio “Sky King”, creditado como Dr. David Norman.[28]

### Na tela, como ele mesmo
- Dinosaur! - Documentário de série de TV em quatro partes, A&E, 1999. Aparece em todos os quatro episódios: “The Tale of a Tooth”, "The Tale of a Bone", "The Tale of an Egg" e "The Tale of a Feather";[29]
- The Dinosaurs! [en] - Documentário, PBS, 1992;[30]
- Dinosaurs Myths & Reality - Filme-documentário de filme para TV, Castle Communications and Cromwell Productions Ltd., 1995;[31]
- The Making of Walking with Dinosaurs - filme-documentário para TV sobre Walking with Dinossaurs, produzido e dirigido por Jasper James [en], BBC, 1999.[32]